# Piękna nieznajoma
Piękna nieznajoma – film historyczny z 1992 roku w reżyserii Jerzego Hoffmana. Film jest adaptacją opowiadania Aleksieja Nikołajewicza Tołstoja.
Polska premiera filmu: 14 października 1993 roku.

## Fabuła
Akcja toczy się w 1916 roku, w czasie I wojny światowej. W czasie jednego z bankietów w Petersburgu młody rosyjski porucznik Obozow wdaje się w awanturę z Rasputinem stając w obronie jednej z dam. Odwaga młodego oficera zyskuje mu sympatię pułkownika, który nie kryje swojej niechęci do carskiego faworyta. W nagrodę porucznik wysłany zostaje w tajną misję do Sztokholmu, gdzie ma przewieźć tajne dokumenty. W czasie podróży pociągiem 23-letni Obozow poznaje starszą od siebie, piękną kobietę, w której zakochuje się. Nie wie, że piękna nieznajoma jest szpiegiem pragnącym zdobyć tajne dokumenty.

## Obsada
- Wojciech Malajkat - porucznik Obozow
- Grażyna Szapołowska - Nieznajoma
- Nikita Michałkow - pułkownik
- Beata Tyszkiewicz - Dama
- Edward Żentara - narciarz
- Igor Dmitriew - emerytowany wojskowy
- Michaił Kononow - kupiec
- Natalia Arinbasarowa - niania
- Iwan Krasko - Rasputin